# Tim Kelaher
Pas d'image ? Cliquez ici

a Compétitions nationales et continentales officielles uniquement.

b Matchs officiels uniquement.
Dernière mise à jour le 28 août 2018.
 Tim Kelaher, né le 24 juillet 1970 à Gosford (Australie), est un ancien joueur de rugby à XV qui a joué avec l'équipe d'Australie. Il évoluait au poste d'arrière (1,85 m pour 90 kg).

## Carrière
Il a disputé son premier test match le 4 juillet 1992 contre l'équipe de Nouvelle-Zélande. Après une rencontre à Lansdowne Road face à l'Irlande en octobre de la même année, il dispute son dernier test match avec les Wallabies, surnom des joueurs australiens, face aux All Blacks le 17 juillet 1993. Son bilan avec les Wallabies est de deux victoires, lors des deux premières rencontres, et d'une défaite.

## Palmarès
- 3 test matchs avec l'équipe d'Australie
- 10 points (1 essai, 1 pénalité, 1 transformation)